# Arnold Ruge
Arnold Ruge (Bergen auf Rügen, 13 de septiembre de 1802 - Brighton, 31 de diciembre de 1880) fue un filósofo y escritor alemán.
Educado en las universidades de Halle, Jena y Heidelberg, en 1825 fue condenado a 14 años de cárcel por participar en protestas estudiantiles. Liberado en 1830, se instaló en Halle y enseñó filosofía aunque, debido a sus actividades políticas, pronto fue despojado de su cargo docente. Adscrito a la izquierda hegeliana y al movimiento de la Joven Alemania, fue también colaborador de Karl Marx y juntos editaron la revista Deutsch-Französische Jahrbücher, si bien ambos pensadores acabaron distanciándose debido a divergencias políticas. Fundó junto a Heinrich Bernhard Oppenheim el periódico Die Reform, publicación que fue clausurada. Participó en Revolución alemana de 1848-1849 y, después de fracasar esta, tuvo que instalarse en Inglaterra.

## Obra
- Schill und die Seinen. Trauerspiel. Stralsund 1830
- Neue Vorschule der Aesthetik 1837
- Hallische Jahrbücher für deutsche Wissenschaft und Kunst 1838-1840
- Deutsche Jahrbücher für Wissenschaft und Kunst 1841-1842
- Anekdota zur neuesten deutschen Philosophie und Publicistik 1843
- Deutsch-französiche Jahrbücher 1844
- Zwei Jahre in Paris 1846
- Aus früherer Zeit 1862-1867
- Aufruf zur Einheit. Berlín 1866
- Aus früherer Zeit. Autobiographie. Berlín 1863–67, 4 v.
- Bianca della Rocca. Historische Erzählung. Berlín 1869
- Acht Reden über Religion. Berlín 1875
- Briefwechsel und Tagebuchblätter aus den Jahren 1825–1880. Berlín 1885–86, 2 v.
- Geschichte unsrer Zeit seit den Freiheitskriegen. Leipzig 1881
- Juniusbriefe. Leipzig 1867
- Der Krieg. Berlín 1867